# تومونوری تاتیشی
تومونوری تاتیشی (انگلیسی: Tomonori Tateishi؛ زادهٔ ۲۲ آوریل ۱۹۷۴) بازیکن فوتبال اهل ژاپن است.
از باشگاه‌هایی که در آن بازی کرده‌است می‌توان به باشگاه فوتبال آویسپا فوکوئوکا و باشگاه فوتبال جف یونایتد ایچیهارا چیبا اشاره کرد.